# جامعة كيتاساتو
جامعة كيتاساتو (بالإنجليزية: Kitasato University)‏ هي جامعة، تأسست في 1961، في اليابان.